# Ikiöarna

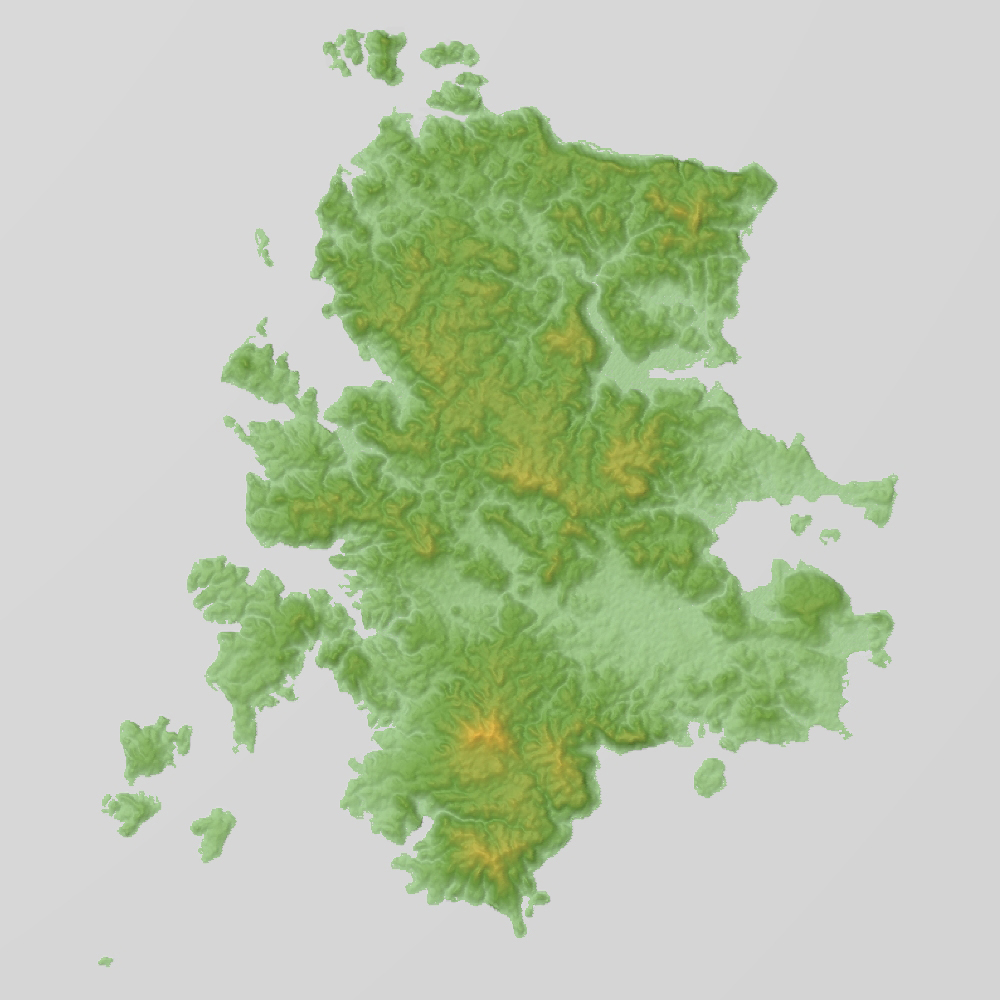
Toppografisk karta över Ikiöarna.

Ikiöarna (japanska: 壱岐諸島?, Iki-shotō) är en japansk ögrupp utanför Fukuoka mellan ön Kyushu och Tsushimaöarna. Bukten är känd för de mongoliska invasionerna av Japan 1274 och 1281.
Öarna tillhör administrativt staden Iki. Huvudön är Ikiön (japanska: 壱岐島?, Ikinoshima).